# Krikor Torosian
Krikor Torosian (en armenio: Գրիգոր Թորոսյան; Eğin, 1884 - 1915) fue un escritor, periodista y editor armenio. Fundó su propio periódico satírico titulado Gigo, el cual era muy popular entre la comunidad armenia en Constantinopla. También era conocido por escribir para una enciclopedia ilustrada. Falleció en 1915, víctima del genocidio armenio.

## Biografía
De descendientes armenios, Krikor Torosian nació en Eğen (actual Kemaliye) en 1884. A temprana edad se mudó a Constantinopla, en donde recibió su educación primaria. Posteriormente comenzó a escribir en el periódico local armenio Lila y pronto se convirtió en una figura renombrada. Aunque Torosian sería posteriormente conocido por su sátira, su estilo de escritura inicial era de un tono más serio. Siguiendo el consejo de los escritores armenios Kasim y Der-Hagopyan, comenzó a redactar historias satíricas para el periódico Manzume, donde se convirtió en editor jefe. Tras la revolución de los Jóvenes Turcos en 1908, fundó el periódico Gigo, cuyo nombre adoptó como seudónimo. El periódico publicaba varios dibujos satíricos y caricaturas realizados por el mismo Torosian. Posteriormente publicó una enciclopedia que contenía 300 ilustraciones.

## Asesinato
Tras el inicio del genocidio armenio, numerosos intelectuales y figuras destacadas, incluyendo Krikor Torosian, fueron arrestados y deportados hacia las provincias interiores del Imperio otomano. Torosian fue arrestado el 24 de abril de 1915 y enviado hacia Ayaş, cerca de Ankara.
Durante su encarcelamiento en Ayaş, Torosian continuó dibujando caricaturas. Planeaba publicar las caricaturas e ilustraciones cuando fuese puesto en libertad. Sin embargo, Torosian y otros prisioneros fueron posteriormente sacados de la prisión y enviados hacia Ankara, en donde murieron asesinados. Fue asesinado a la edad de 31 años, y su cuerpo jamás fue encontrado.